# Скотти, Пьетро

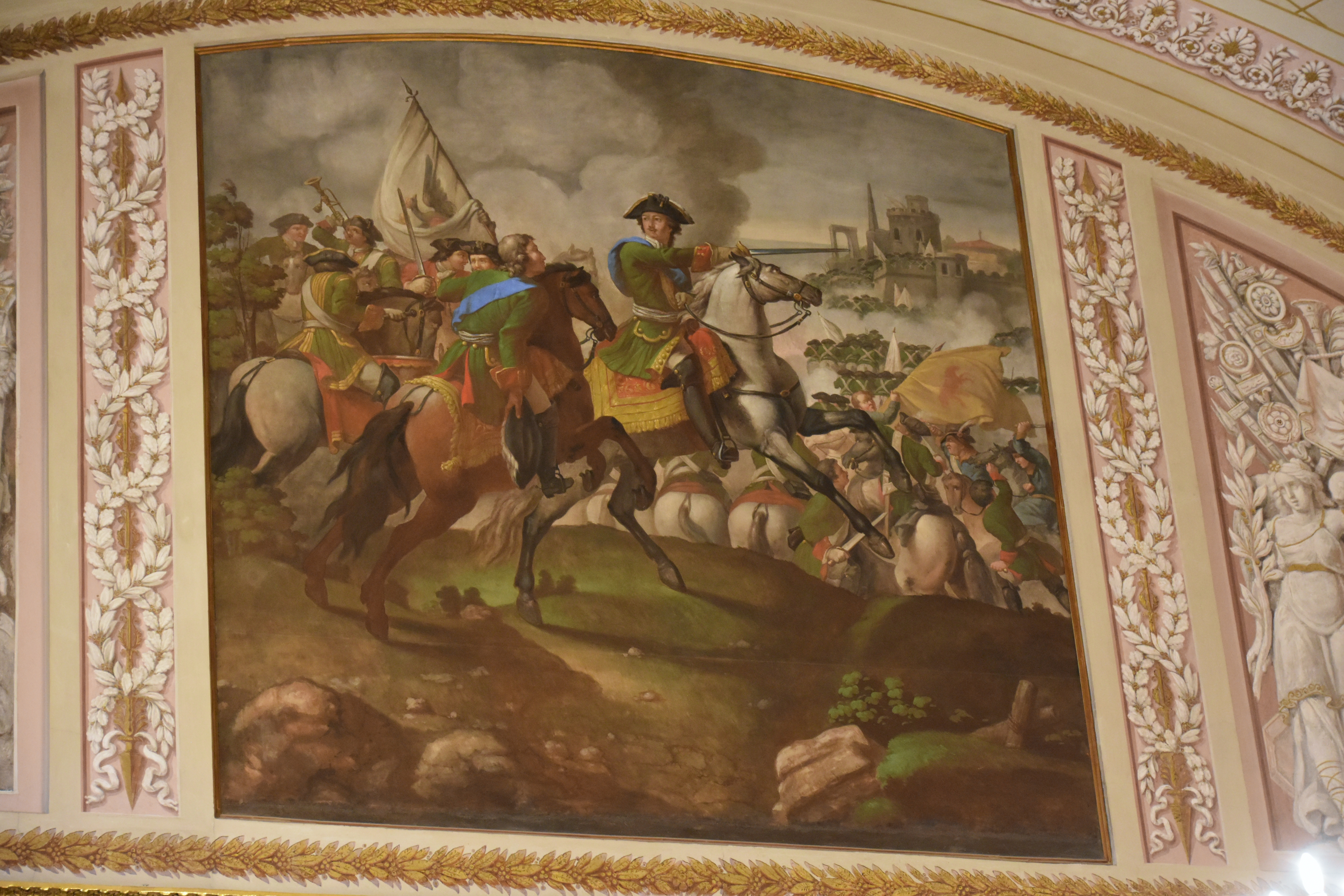

Пьетро (Пётр Иванович) Скотти (итал. Pietro Scotti; 1768—1838) — итальянский художник; мастер перспективной и монументально-декоративной живописи.
Пьетро Скотти родился 21 сентября (2 октября) 1768 года. Вместе со своим сыном Карлом (не следует путать с полным тёзкой родившемся в 1747 году), он занимался живописью в разных городах Италии, а затем они оба приехали в Санкт-Петербург, где занимались, среди прочего, украшением Михайловского дворца и изготовлением театральных декораций.
Император Павел I получил от них сделанные ими копии с ватиканских фресок Рафаэля.
В 1794 году П. Скотти был определён в Императорскую Академию художеств «для обучения класса живописи водяными красками, перспективной архитектуры, арабесков и других внутренних украшений»; служил он «без жалованья, но с пристойною для жительства его квартирою и соразмерно оной дровами и свечами».
В 1807 году Пьетро Скотти был признан назначенным в академики по перспективной живописи за представленную им картину.
Скотти принимал участие в оформлении церкви при Екатерининском институте в Санкт-Петербурге.
Пьетро Скотти скончался 13 (25) августа 1838 года. Был похоронен на Смоленском лютеранском кладбище; в 1940 году прах и надгробие были перенесены на Лазаревское кладбище Александро-Невской лавры.
Его сын Карл Скотти был впоследствии театральным художником в Штутгарте и профессором местной Академии; там же он и умер.